# Triple saut masculin aux championnats du monde d'athlétisme 2011
Navigation
Berlin 2009 Moscou 2013
L'épreuve du triple saut masculin des championnats du monde de 2011 s'est déroulée les 2 et 4 septembre 2011 dans le stade de Daegu en Corée du Sud. Elle est remportée par l'Américain Christian Taylor.

## Records et performances

### Records
Les records du triple saut hommes (mondial, des championnats et par continent) étaient avant les championnats 2011 les suivants.
| Record                    | Athlète          | Pays        | Distance | Lieu      | Date            |
| ------------------------- | ---------------- | ----------- | -------- | --------- | --------------- |
| Record du monde           | Jonathan Edwards | Royaume-Uni | 18,29 m  | Göteborg  | 7 août 1995     |
| Record des championnats   | Jonathan Edwards | Royaume-Uni | 18,29 m  | Göteborg  | 7 août 1995     |
| Record d'Afrique          | Tarik Bouguetaïb | Maroc       | 17,37 m  | Khémisset | 14 juillet 2007 |
| Record d'Asie             | Li Yanxi         | Chine       | 17,59 m  | Jinan     | 26 octobre 2009 |
| Record d'Amérique du Nord | Kenny Harrison   | États-Unis  | 18,09 m  | Atlanta   | 27 juillet 1996 |
| Record d'Amérique du Sud  | Jadel Gregório   | Brésil      | 17,90 m  | Belém     | 20 mai 2007     |
| Record d'Europe           | Jonathan Edwards | Royaume-Uni | 18,29 m  | Göteborg  | 7 août 1995     |
| Record d'Océanie          | Ken Lorraway     | Australie   | 17,46 m  | Londres   | 7 août 1982     |

### Meilleures performances de l'année 2011
Les dix athlètes les plus performants de l'année sont, avant les championnats (au 21 août 2011), les suivants.
|    | Athlète           | Pays        | Distance | Date            |
| -- | ----------------- | ----------- | -------- | --------------- |
| 1  | Teddy Tamgho      | France      | 17,91 m  | 30 juin 2011    |
| 2  | Sheryf El-Sheryf  | Ukraine     | 17,72 m  | 17 juillet 2011 |
| 3  | Alexis Copello    | Cuba        | 17,68 m  | 17 juillet 2011 |
| 4  | Christian Taylor  | États-Unis  | 17,68 m  | 6 août 2011     |
| 5  | Phillips Idowu    | Royaume-Uni | 17,59 m  | 26 mai 2011     |
| 6  | Ernesto Revé      | Cuba        | 17,40 m  | 10 juin 2011    |
| 7  | Will Claye        | États-Unis  | 17,35 m  | 11 juin 2011    |
| 8  | Nelson Évora      | Portugal    | 17,31 m  | 18 août 2011    |
| 9  | Christian Olsson  | Suède       | 17,29 m  | 26 mai 2011     |
| 10 | Benjamin Compaoré | France      | 17,29 m  | 12 juin 2011    |

## Engagés
Pour se qualifier, il faut avoir réalisé au moins 17,20 (minimum A) ou 16,85 m (minimum B) entre le 15 octobre 2010 et le 15 août 2011.

## Médaillés
| Or               | Argent         | Bronze     |
| Christian Taylor | Phillips Idowu | Will Claye |

## Résultats

### Finale
| Rang               | Athlète           | Pays        | Essais  | Essais  | Essais  | Essais  | Essais  | Essais  | Marque  | Notes |
| Rang               | Athlète           | Pays        | 1       | 2       | 3       | 4       | 5       | 6       | Marque  | Notes |
| ------------------ | ----------------- | ----------- | ------- | ------- | ------- | ------- | ------- | ------- | ------- | ----- |
| Médaille d'or      | Christian Taylor  | États-Unis  | x       | 17,04 m | 17,40 m | 17,96 m | -       | 15,96 m | 17,96 m | WL    |
| Médaille d'argent  | Phillips Idowu    | Royaume-Uni | 17,56 m | 17,38 m | 17,70 m | 17,77 m | 17,48 m | 17,49 m | 17,77 m | SB    |
| Médaille de bronze | Will Claye        | États-Unis  | x       | x       | 17,50 m | 17,30 m | -       | 17,14 m | 17,50 m | PB    |
| 4                  | Alexis Copello    | Cuba        | x       | 17,19 m | x       | 17,36 m | 17,47 m | 16,11 m | 17,47 m |       |
| 5                  | Nelson Évora      | Portugal    | 17,35 m | 16,80 m | 16,63 m | 16,18 m | 16,57 m | 16,95 m | 17,35 m | SB    |
| 6                  | Christian Olsson  | Suède       | 17,23 m | 16,80 m | 17,22 m | 16,75 m | -       | -       | 17,23 m |       |
| 7                  | Leevan Sands      | Bahamas     | 16,81 m | x       | 17,07 m | 17,12 m | 17,21 m | 16,59 m | 17,21 m | SB    |
| 8                  | Benjamin Compaoré | France      | x       | 17,04 m | 17,17 m | x       | 16,99 m | x       | 17,17 m |       |
| 9                  | Henry Frayne      | Australie   | 16,45 m | 16,78 m | 16,60 m |         |         |         | 16,78 m |       |
| 10                 | Fabrizio Donato   | Italie      | 16,77 m | x       | x       |         |         |         | 16,77 m |       |
| 11                 | Yoandris Betanzos | Cuba        | 14,93 m | 16,22 m | 16,67 m |         |         |         | 16,67 m |       |
| 12                 | Sheryf El-Sheryf  | Ukraine     | 16,29 m | x       | 16,38 m |         |         |         | 16,38 m |       |

### Qualifications
Qualification : 17,10 m (Q) ou les 12 meilleurs sauts (q)
| Rang | Groupe | Athlète                | Nationalité    | Essai 1 | Essai 2 | Essai 3 | Résultat | Notes  |
| ---- | ------ | ---------------------- | -------------- | ------- | ------- | ------- | -------- | ------ |
| 1    | B      | Alexis Copello         | Cuba           | 17,06 m | 17,31 m |         | 17,31 m  | Q      |
| 2    | B      | Nelson Évora           | Portugal       | 17,05 m | 17,20 m |         | 17,20 m  | Q      |
| 3    | A      | Will Claye             | États-Unis     | x       | 17,19 m |         | 17,19 m  | Q      |
| 4    | A      | Phillips Idowu         | Royaume-Uni    | 17,17 m |         |         | 17,17 m  | Q      |
| 5    | B      | Christian Olsson       | Suède          | 16,55 m | 17,16 m |         | 17,16 m  | Q      |
| 6    | A      | Leevan Sands           | Bahamas        | 17,13 m |         |         | 17,13 m  | Q (SB) |
| 7    | A      | Benjamin Compaoré      | France         | 17,11 m |         |         | 17,11 m  | Q      |
| 8    | B      | Yoandris Betanzos      | Cuba           | 17,01 m | 13,66 m | -       | 17,01 m  | q      |
| 9    | A      | Christian Taylor       | États-Unis     | x       | 16,99 m | 16,81 m | 16,99 m  | q      |
| 10   | B      | Fabrizio Donato        | Italie         | 16,55 m | 16,70 m | 16,88 m | 16,88 m  | q      |
| 11   | B      | Henry Frayne           | Australie      | 16,54 m | 16,83 m | 16,64 m | 16,83 m  | q      |
| 12   | A      | Sheryf El-Sheryf       | Ukraine        | 16,81 m | x       | 16,73 m | 16,81 m  | q      |
| 13   | A      | Arnie David Girat      | Cuba           | 16,74 m | 16,68 m | 16,17 m | 16,74 m  |        |
| 14   | A      | Fabrizio Schembri      | Italie         | 16,71 m | 16,28 m | 16,63 m | 16,71 m  |        |
| 15   | B      | Marian Oprea           | Roumanie       | x       | 16,61 m | 16,19 m | 16,61 m  |        |
| 16   | B      | Tosin Oke              | Nigeria        | x       | 16,50 m | 16,60 m | 16,60 m  |        |
| 17   | B      | Jefferson Sabino       | Brésil         | 16,18 m | 15,91 m | 16,51 m | 16,51 m  |        |
| 18   | A      | Aleksey Fedorov        | Russie         | 15,84 m | 16,42 m | 16,26 m | 16,42 m  |        |
| 19   | A      | Samyr Lainé            | Haïti          | 16,38 m | 15,83 m | 16,30 m | 16,38 m  |        |
| 20   | A      | Li Yanxi               | Chine          | 15,68 m | 16,28 m | 15,42 m | 16,28 m  |        |
| 21   | B      | Hugo Mamba-Schlick     | Cameroun       | 15,66 m | 15,93 m | 16,15 m | 16,15 m  |        |
| 22   | B      | Anders Møller          | Danemark       | 16,14 m | 14,07 m | x       | 16,14 m  |        |
| 23   | B      | Walter Davis           | États-Unis     | 15,28 m | 13,90 m | 16,12 m | 16,12 m  |        |
| 24   | A      | Wilbert Walker         | Jamaïque       | 15,66 m | 14,50 m | 15,97 m | 15,97 m  |        |
| 25   | B      | Yevhen Semenenko       | Ukraine        | x       | 15,72 m | 15,96 m | 15,96 m  |        |
| 26   | B      | Maximiliano Díaz       | Argentine      | 15,91 m | 15,65 m | x       | 15,91 m  |        |
|      | A      | Sief El Islem Temacini | Algérie        | x       | x       | x       | NM       |        |
|      | A      | Renjith Maheswary      | Inde           | x       | x       | x       | NM       |        |
|      | A      | Deokhyeon Kim          | Corée du Sud   | x       | x       | x       | NM       |        |
|      | A      | Tumelo Thagane         | Afrique du Sud | x       | x       | x       | NM       |        |
|      | B      | Yevgeniy Ektov         | Kazakhstan     | x       | x       | x       | NM       |        |

## Légende
Records et Performances
- AR : Record continental (area record)
- CR : Record des championnats (championship record)
- MR : Record du meeting (meet record)
- NR : Record national (national record)
- OR : Record olympique (olympic record)
- PR : Record paralympique (paralympic record)
- PB : Record personnel (personal best)
- SB : Meilleure performance personnelle de la saison (season's best)
- WL : Meilleure performance mondiale de l'année (world leader)
- WJR : Record du monde junior (world junior record)
- WR : Record du monde (world record)

Circonstances et Conditions
- DNF : N'a pas terminé (did not finish)
- DNS : N'a pas pris le départ (did not start)
- DQ : Disqualification (disqualification)
- NM : Aucun essai valable enregistré (No Mark)
- Q : Qualifié « directement » au prochain tour (ou à la prochaine compétition), lors d'une compétition majeure, grâce au classement ou à la réalisation des minima (automatic qualifier)
- q : Qualifié au prochain tour (ou à la prochaine compétition), lors d'une compétition majeure, grâce au repêchage ou à la réalisation de l'une des meilleures performances parmi celles des « non qualifiés directement » (grâce au meilleur temps ou à la meilleure distance par exemple) (secondary qualifier)